# 564-й истребительный авиационный полк ПВО

564-й истребительный авиационный полк ПВО (564-й иап ПВО) — воинская часть истребительной авиации ПВО, принимавшая участие в Великой Отечественной и Советско-японская войнах.

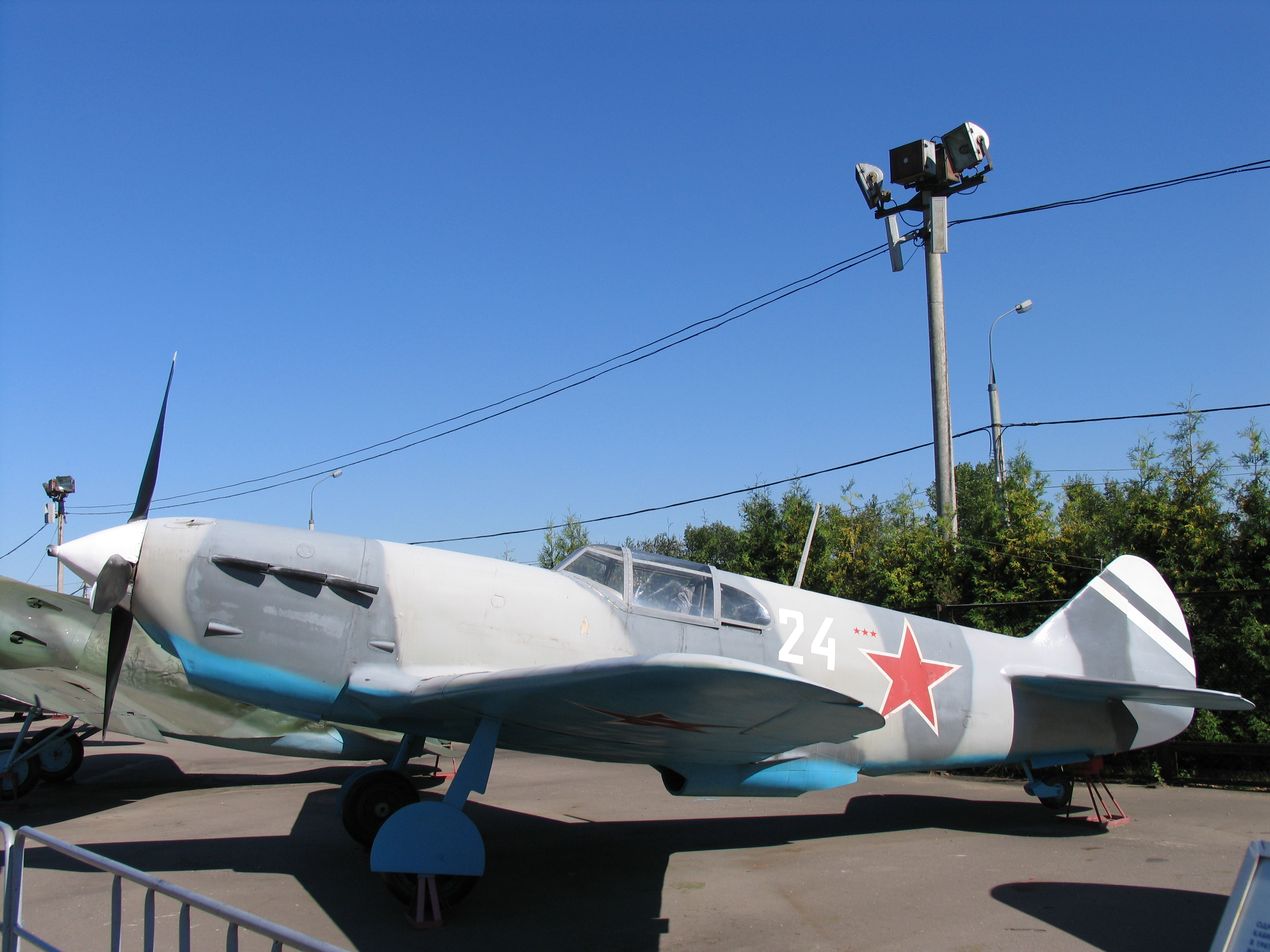
Самолёт ЛаГГ-3. Такими самолётами полк был вооружён при формировании.

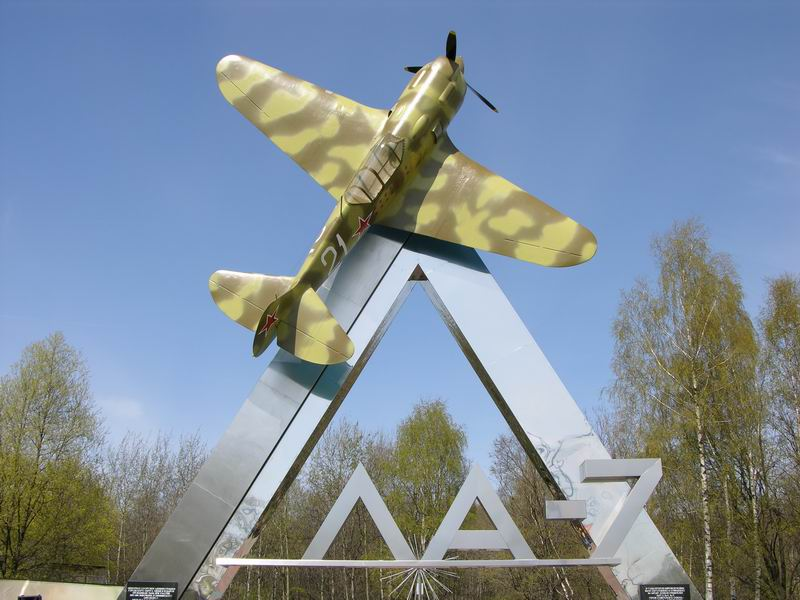
г. Химки, памятник Ла-7. Самолётами Ла-7 полк частично вооружён летом 1945 года.

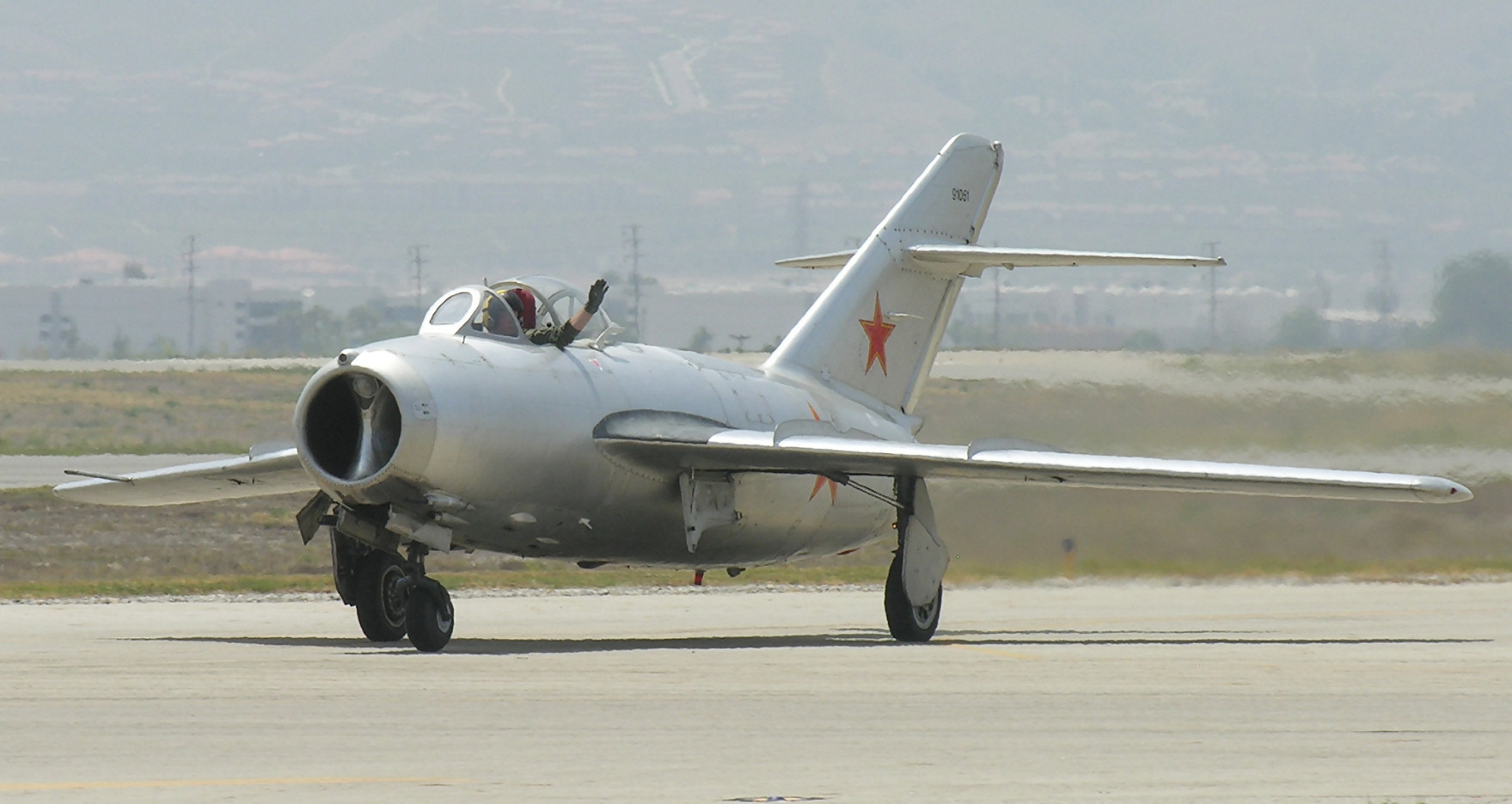
МиГ-15 полк получил в 1951 году.

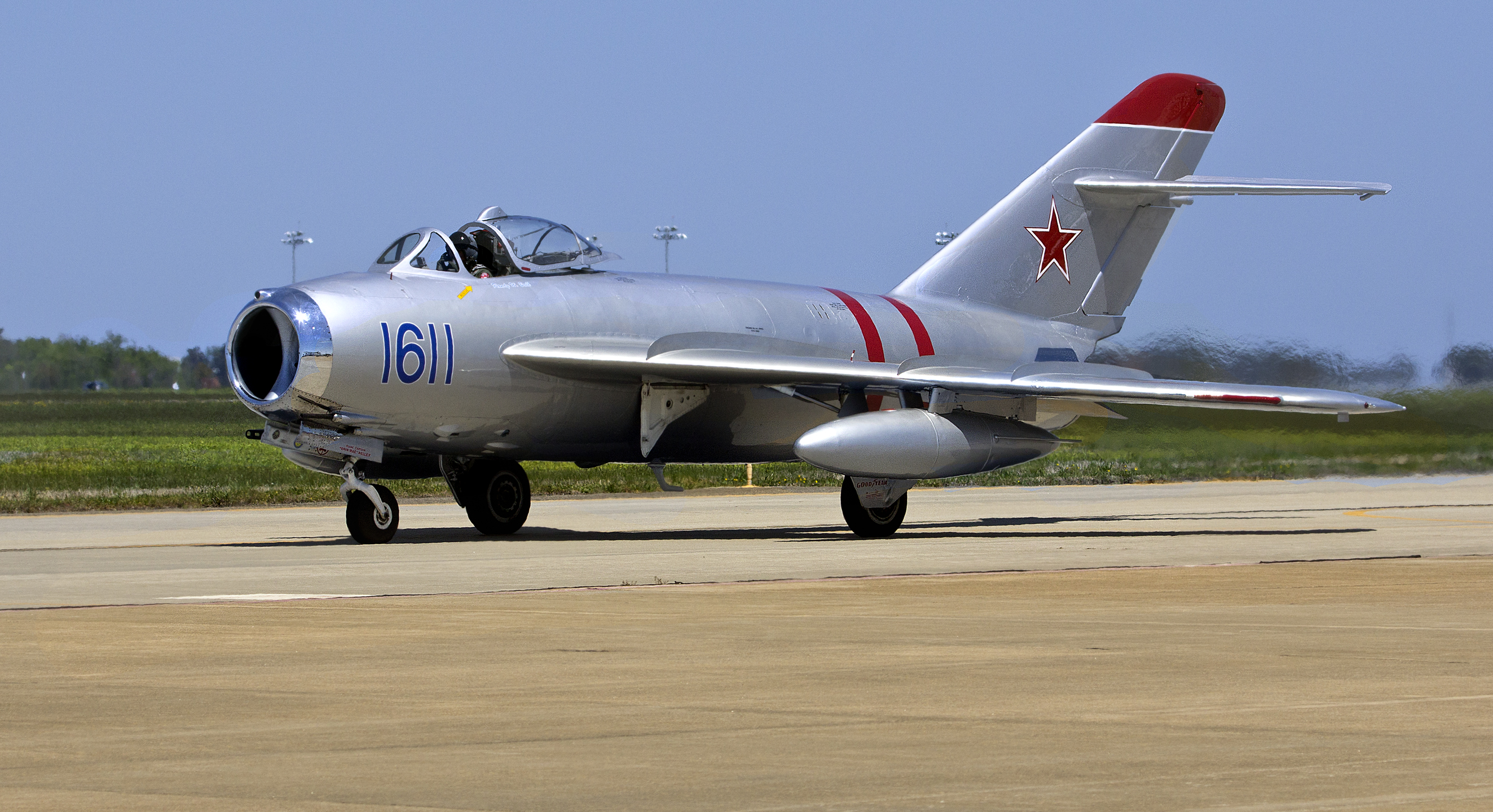
Уже в 1955 году полк получил МиГ-17.

## Наименования полка
- 564-й истребительный авиационный полк[1][2].
- 564-й истребительный авиационный полк ПВО[1][2];
- Войсковая часть (полевая почта) 15445[1][2].

## История и боевой путь полка
564-й истребительный авиационный полк сформирован в сентябре 1941 года составе 6-го истребительного авиакорпуса ПВО Московской зоны ПВО на аэродроме Инютино по штату 015/174 на самолётах ЛаГГ-3.
С 22 сентября 1941 года полк в составе 6-го истребительного авиакорпуса ПВО Московской зоны ПВО вступил в боевые действия против фашистской Германии и её союзников на самолётах ЛаГГ-3 с аэродрома Солнцево. Полк осуществлял прикрытие города и военных объектов Москвы с воздуха, помимо выполнения задач ПВО вылетал на прикрытие своих войск, штурмовку войск противника, действуя в интересах командования наземных фронтов.
Первая известная воздушная победа полка в Отечественной войне одержана 30 сентября 1941 года: лейтенант Романенко в воздушном бою в районе деревни Полишня сбил немецкий бомбардировщик Junkers Ju 88.
С 5 апреля 1942 года вместе с 6-м иак ПВО вошёл в состав войск Московского фронта ПВО. В апреле 1943 года начал получать и осваивать самолёты Ла-5, которые впоследствии эксплуатировал совместно с ЛаГГ-3 до окончания участия в боевых действиях. 9 июня в связи с преобразованием 6-го истребительного авиакорпуса ПВО в 1-ю воздушную истребительную армию Московского фронта ПВО вошёл во вновь сформированную в составе этого объединения 318-ю истребительную авиадивизию ПВО. Полк, защищая небо Москвы, базировался в районе Малоярославца, затем в Филях (Москва).
4 июля 1943 года Московский фронт ПВО преобразован в Особую Московскую армию ПВО в составе Западного фронта ПВО. 1 октября 1943 года полк исключён из действующей армии. 24 декабря 1944 года из расформированной Особой Московской армии ПВО вместе с 318-й истребительной авиационной дивизией ПВО передан в состав войск Центрального фронта ПВО. В апреле 1945 года полк вышел из состава 318-й истребительной авиационной дивизии ПВО и начал передислокацию на Дальний Восток.
Всего в составе действующей армии полк находился: с 22 сентября 1941 года по 1 октября 1943 года.
Всего за годы войны полком:
- Совершено боевых вылетов — 2316.
- Сбито самолётов противника — 13.
- Свои потери (по состоянию на 01.07.1942):
  - лётчиков — 7 (боевые — 5; небоевые — 2);
  - самолётов — 19 (боевые — 9; небоевые — 10).

День Победы 9 мая 1945 года полк встретил на аэродроме Барановский города Ворошилов (ныне Уссурийск).
Передислокация на Дальний Восток выполнялась полком железнодорожным транспортом с аэродрома Суково (Москва). Прибыв к месту назначения полк 7 мая (10 мая) 1945 года вошёл в состав 147-й истребительной авиационной дивизии ПВО Приморской армии ПВО. По 18 мая полк занимался сборкой 34 самолётов Ла-5, 1 Ла-5У и 1 По-2 и облётом их в воздухе. С 18 мая полк согласно боевому приказу по 147-й иад приступил к несению боевого дежурства на аэродроме днём и ночью с поставленной боевой задачей во взаимодействии с частями 11-го корпуса ПВО по прикрытию Приморской железной дороги и военно-промышленных объектов в зоне ответственности полка.
В мае полком принято 9, а 19 июля ещё 8 новых самолётов Ла-7. 25 июля согласно приказу № 339 и № 342 самолёты полка подлежали опознавательной окраске: кока самолёта в красный цвет и белой полосы на фюзеляже.
С 9 августа по 3 сентября 1945 года полк в составе 147-й истребительной авиационной дивизии ПВО Приморской армии ПВО принимал участие в Советско-японской войне на самолётах Ла-7 и Ла-5.
Результаты боевой работы:
- Совершено боевых вылетов — 77.

## Командир полка
- капитан, майор, подполковник Щербаков Иван Васильевич[1], 22.09.1941 — 31.12.1945

## Послевоенная история полка
После войны полк продолжал входить в состав 147-й истребительной авиационной дивизии ПВО и базировался на аэродроме Спасск-Дальний. С С 1 июля 1946 года полк вместе с дивизией вошёл в состав	1-го истребительного авиационного корпуса ПВО (с февраля 1949 года — 50-й истребительный авиационный корпус ПВО) Дальневосточного округа ПВО. В 1951 году полк переучился на реактивные самолёты МиГ-15.
1 декабря 1952 года полк передан в состав ВВС и вошёл в состав 32-й истребительной авиационной дивизии ПВО 54-й воздушной армии Приморского военного округа. В 1955 году полк получил МиГ-17 и приступил к их освоению.
2 сентября 1960 года в связи со значительными сокращениями в ВВС 564-й истребительный авиационный полк расформирован на аэродроме Спасск-Дальний в составе 32-й истребительной авиационной дивизии ПВО 54-й воздушной армии Приморского военного округа.